# Клавдий Наталиан
Клавдий Наталиан (на латински: Claudius Natalianus) е политик и сенатор на Римската империя през 3 век.
През 275 г. той е управител на провинция Долна Мизия.